# Ligne Mason-Dixon
Pour les articles homonymes, voir Mason et Dixon.

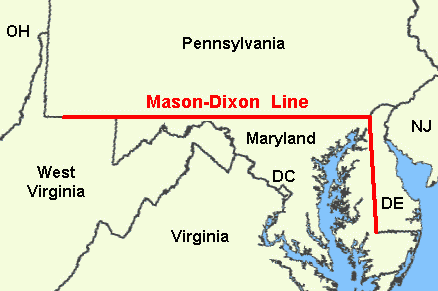
Ligne Mason-Dixon.

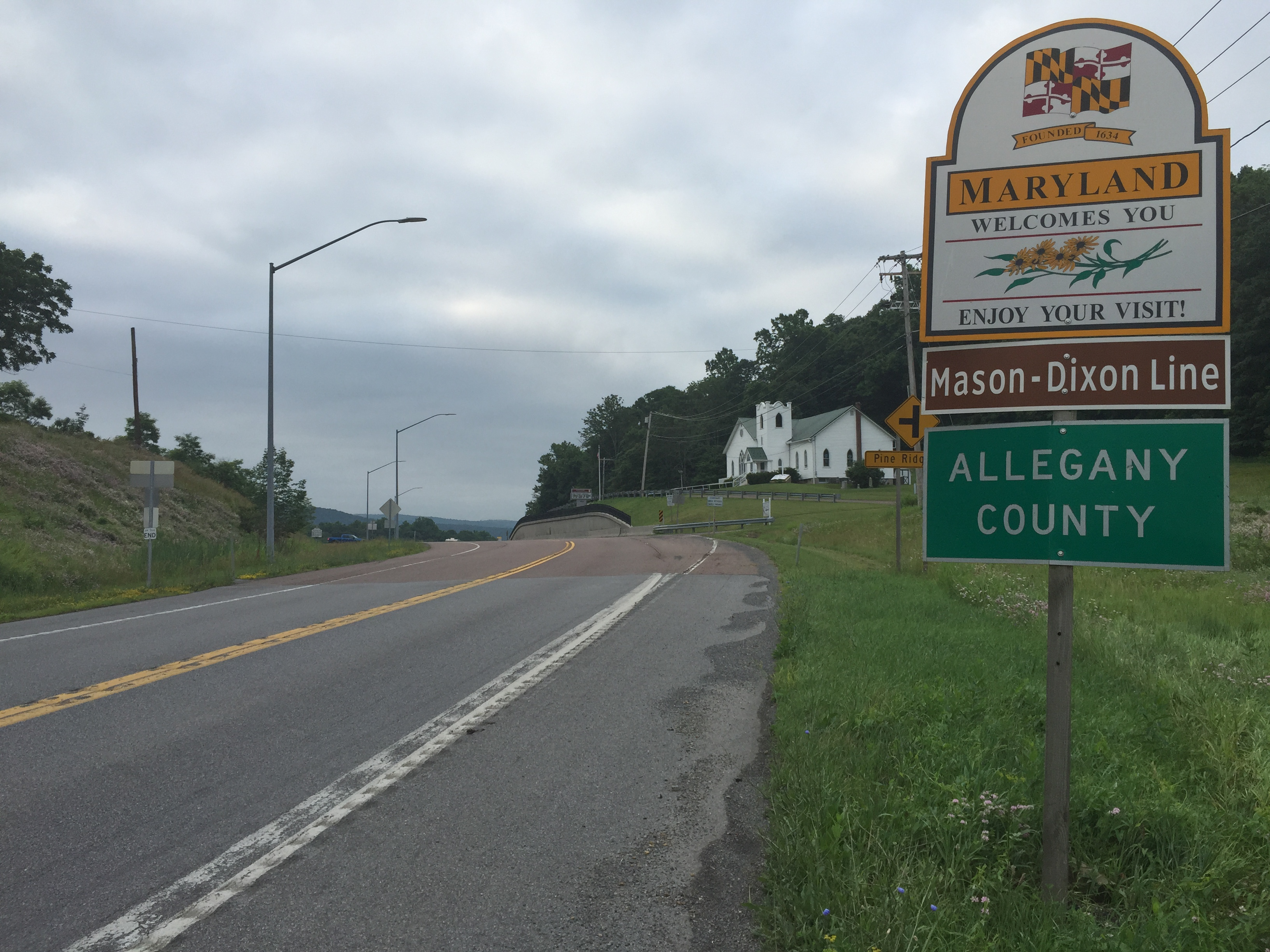
Le tracé de la ligne est encore mentionné dans l'espace public au XXIe siècle.

Depuis la fin de la guerre d'indépendance des États-Unis, la ligne Mason-Dixon était la ligne de démarcation entre les États abolitionnistes du Nord et les États esclavagistes du Sud, jusqu'au compromis du Missouri voté en 1820 qui déplace la limite à la latitude 36°30' Nord (frontière sud du Missouri) pour les territoires de l'ancienne Louisiane française, achetée en 1803.
Délimitant les frontières du Maryland avec celles du Delaware et de la Pennsylvanie, elle a été établie entre 1763 et 1767 par les deux géomètres britanniques Charles Mason et Jeremiah Dixon. Elle est située à environ 39°43'20" de latitude Nord entre le Maryland et la Pennsylvanie d'une part ; 75°47′18 de longitude ouest entre le Maryland et le Delaware.
Les esclaves noirs qui utilisaient le chemin de fer clandestin (en anglais américain : Underground Railroad) devaient traverser la ligne Mason-Dixon pour tenter de gagner la liberté.
Même après la guerre, cette frontière est restée un fort symbole de division culturelle entre les États du Sud et du Nord. John Fitzgerald Kennedy a fait construire une autoroute traversant la ligne qui porte aujourd'hui son nom. Dans l'usage, elle représente aujourd'hui la démarcation formelle entre le Nord et le Sud des États-Unis.
D'un point de vue étymologique, le nom de Jeremiah Dixon peut avoir donné naissance aux expressions Dixie et Dixieland pour désigner les États du sud.
Pour d'autres, les termes Dixie ou Dixieland trouvent leur source dans un billet de banque américain de dix dollars ; en effet, certaines banques de Louisiane, comme la Banque des Citoyens de la Louisiane du quartier français de La Nouvelle-Orléans, avaient émis des billets où figurait la mention « dix » en français et étaient appelés dixies.

## Contexte
La charte du Maryland de 1632 accordait à Cecil Calvert des terres au nord du fleuve Potomac jusqu'au 40e parallèle. Dans la charte de la Pennsylvanie ratifiée en 1681 par Charles II, la frontière sud de la Pennsylvanie est décrite comme identique à la frontière nord du Maryland, mais ces considérations géographiques sont cependant basée sur une carte inexacte. Les termes de la concession indiquent clairement que Charles II et William Penn pensaient que le 40e parallèle croiserait le Cercle des Douze Miles (Twelve Miles Circle) autour de New Castle, dans le Delaware, alors qu'il se trouve en fait au nord des limites initiales de la ville de Philadelphie, dont Penn avait déjà choisi le site pour en faire la capitale de sa colonie. Des négociations eurent lieu après la découverte du problème en 1681. Un compromis proposé par Charles II en 1682, qui aurait pu résoudre le problème, fut rendu caduc par l'octroi supplémentaire à Penn des « comtés inférieurs du Delaware », devenus plus tard la colonie du Delaware.
Le conflit prend de l'ampleur avec l'extension de la colonisation. En 1732, le gouverneur propriétaire du Maryland, Charles Calvert, 5e baron de Baltimore, signe un accord provisoire avec les fils de William Penn qui trace une nouvelle ligne de démarcation entre les deux États et renonce à la revendication de Calvert sur le Delaware. Cependant, Lord Baltimore prétend par la suite que le document qu'il avait signé ne contient pas les termes qu'il avait acceptés et refusa de mettre l'accord en vigueur. À partir du milieu des années 1730, des violences éclatent entre les colons à propos du Maryland et de la Pennsylvanie. Le conflit frontalier sera connu sous le nom de « guerre de Cresap ».
Des progrès ont eu lieu après un arrêt de la Cour de chancellerie confirmant l'accord de 1732, mais la question est restée en suspens jusqu'à ce que Frederick Calvert, 6e baron de Baltimore, cesse de contester les revendications du côté du Maryland et accepte les accords antérieurs. La frontière du Maryland avec le Delaware devait être basée sur la Ligne Transpeninsulaire (en) et le Cercle de Douze Miles (Twelve Miles Circle) autour de New Castle. La frontière entre la Pennsylvanie et le Maryland est définie comme la ligne de latitude située à 15 miles (24 km) au sud de la maison la plus méridionale de Philadelphie (sur ce qui est aujourd'hui South Street (en)). Dans le cadre de la colonisation, les Penn et les Calvert chargent l'équipe anglaise de Charles Mason et Jeremiah Dixon d'arpenter les nouvelles frontières entre les provinces de Pennsylvanie, du Maryland et la colonie du Delaware.
En 1779, la Pennsylvanie et la Virginie conviennent « d'étendre la ligne de Mason et Dixon, plein ouest, à cinq degrés de longitude, à calculer à partir de la rivière Delaware, pour la frontière sud de la Pennsylvanie, et qu'un méridien, tracé de l'extrémité ouest de cette ligne à la limite nord dudit État, soit la frontière ouest de la Pennsylvanie pour toujours ».
Après l'abolition de l'esclavage par la Pennsylvanie en 1781, la partie est-ouest de cette ligne et la rivière Ohio devinrent une frontière entre les États esclavagistes et les États du nord, le Delaware conservant l'esclavage jusqu'à la ratification du 13e amendement en 1865.

## Dans la culture
- L'épopée de Charles Mason et Jeremiah Dixon fait l'objet du roman Mason & Dixon de l'écrivain américain Thomas Pynchon, publié en 1997.
- Le roman de Pynchon a ensuite inspiré une chanson de Mark Knopfler intitulée Sailing to Philadelphia, présente sur l'album du même nom, paru en 2000.